# Dypsis soanieranae
Dypsis soanieranae – gatunek palmy z rzędu arekowców (Arecales). Występuje endemicznie na Madagaskarze, w prowincji Toamasina. Zaobserwowano tylko jedno jego naturalne stanowiska. Gatunek ten nie był widziany od 1938 roku. jest prawdopodobne, że wymarł.
Rośnie w bioklimacie wilgotnym. Występuje na wysokości do 500 m n.p.m.